# Valp
Valp   (Ginebra, 10 d'abril de 1979) nom artístic de Valentine Pasche  és una autora de còmic suïssa. És guanyadora dels premis: Soleil D'Or a la millor colorista, Solliès-Ville, 2003; Premi Töpffer, Gènova, 2009; Prix Cluny, 2010, i Marraine, Cluny, 2017.

## Obres
- Lock Tom 1: Nepharius (2001)
- Lock Tom 2: Mécanique Céleste (2002)
- Lock Tom 3: Le Prix du Passé (2004)
- Lock Hors-Série: Le Guide de Lock (2004)
- Lock Tom 4: Abrasombra (2006)
- Lock - L'Intégrale (2008)
- Ashrel Tom 1: Dragon (2009)
- Ashrel Tom 2: Wesconda (2010)
- Ashrel Tom 3: Tanatis (2011)
- Ashrel Tom 4: Le cercle noir (2012)